# ديف الكسندر
ديف الكسندر (بالإنجليزية: Dave Alexander)‏ هو موسيقي وعازف بيانو أمريكي، ولد في 10 مارس 1938 في شريفبورت في الولايات المتحدة، وتوفي في 8 يناير 2012 في مارشال في الولايات المتحدة.

## وصلات خارجية
- الموقع الرسمي
- ديف الكسندر على موقع الموسوعة البريطانية (الإنجليزية)
- ديف الكسندر على موقع ميوزك برينز (الإنجليزية)
- ديف الكسندر على موقع أول ميوزيك (الإنجليزية)
- ديف الكسندر على موقع ديسكوغز (الإنجليزية)